# Vrouwen in de wetenschap

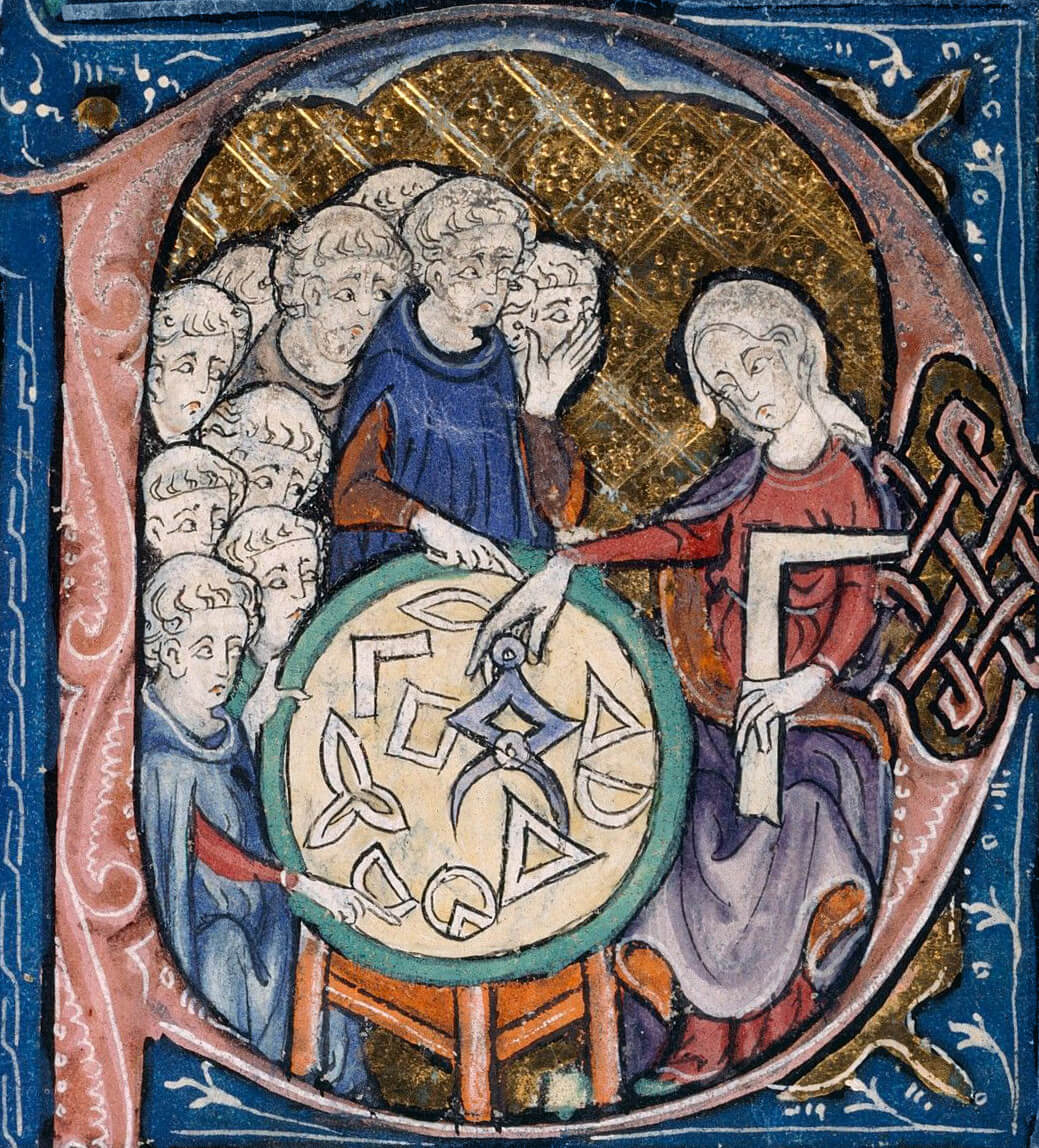
"Vrouwen leren meetkunde". Illustratie aan het begin van een middeleeuwse vertaling van de Elementen van Eucldes (rond 1310 na chr.)

Vrouwen hebben vanaf het ontstaan van het wetenschappelijk denken belangrijke bijdragen geleverd aan de wetenschap, maar hebben geregeld barrières van uiteenlopende aard moeten slechten om daartoe te komen.
Vrouwen waren met name bij de geneeskunde al vroeg betrokken. In het oude Griekenland stond ook het bestuderen van natuurfilosofie open voor vrouwen. Vrouwen droegen later onder meer bij aan de alchemie, een protowetenschap die ontstond in de eerste of tweede eeuw na Chr. Tijdens de middeleeuwen waren kloosters een plaats waar vrouwen opgeleid werden, en sommige van deze gemeenschappen gaven vrouwen de gelegenheid om aan wetenschappelijk onderzoek bij te dragen.
In de elfde eeuw werden de eerste universiteiten opgericht. Vrouwen werden aanvankelijk vrijwel uitgesloten van universitaire opleidingen. In Italië was de houding tegenover een opleiding van vrouwen in de medische richting echter liberaler dan in andere landen. De eerst bekende vrouw ter wereld die een universitaire leerstoel bezette was in 1733 de achttiende-eeuwse Italiaanse wetenschapper, Laura Bassi. In Nederland werd in 1917 botanicus en schimmeldeskundige Johanna Westerdijk aangesteld als de eerste hoogleraar, in België was dat Irène Van der Bracht. Zij werd hoogleraar lichamelijke opvoeding in 1925.
In de negentiende eeuw werden vrouwen doorgaans nog steeds uitgesloten van de meeste wetenschappelijke opleidingen, maar soms werden ze wel toegelaten tot wetenschappelijke verenigingen. Aan het eind van de negentiende eeuw kwamen gemengde opleidingen op die niet alleen banen voor vrouwen opleverden, maar ook meer mogelijkheden voor een wetenschappelijke vervolgopleiding dan in de periode daarvoor.
Marie Curie was in 1903 de eerste vrouw die een Nobelprijs (voor natuurkunde) ontving. In 1911 ontving ze zelfs een tweede Nobelprijs, deze keer voor scheikunde. Beide prijzen hielden verband met haar onderzoek naar Radioactiviteit. Tussen 1901 en 2015 hebben 48 vrouwen een Nobelprijs gekregen waarvan 18 voor de exacte vakken als natuurkunde, scheikunde of fysiologie/geneeskunde.

## Geschiedenis

### Klassieke wereld
Dat vrouwen betrokken waren bij de geneeskunde is bekend uit verschillende vroege beschavingen. Een Egyptische, Merit-Ptah (ongeveer 2700 v.Chr.) die in een inscriptie "hoofdarts" wordt genoemd is de vroegst bekende vrouw die wetenschapper was. Agamede werd genoemd door Homerus als vrouwelijke genezer in het Oude Griekenland voor de Trojaanse Oorlog (ongeveer 1194–1184 v.Chr.).
Het bestuderen van de natuurfilosofie stond in het oude Griekenland ook open voor vrouwen. Uit de literatuur bekende voorbeelden zijn Aglaonike, die eclipsen voorspelde en Theano, wiskundige en arts, een leerling van Pythagoras, en mogelijk ook zijn echtgenote. Zij was afkomstig van een school in Crotone die gesticht was door Pythagoras en waar veel andere vrouwen bij betrokken waren

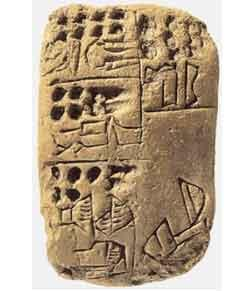
Het kleitablet waar Tapputi-Belatekallim op vermeld is.

Tijdens de Babylonische beschaving, rond 1200 v.Chr. konden twee parfummaaksters, Tapputi-Belatekallim en .....ninu (het eerste deel van haar naam is verloren gegaan) uittreksels van planten maken door extractie en destillatie. Deze twee vrouwen, die chemische instrumenten en processen gebruikten, zouden gezien kunnen worden als de eerste chemici. Van een fors aantal vrouwen is bekend dat zij belangrijke bijdragen hebben geleverd aan de alchemie. Velen van hen woonden rond de 1st of 2de eeuw na Chr. in Alexandrië, waar het gnosticisme bijdragen van vrouwen mogelijk maakte. De beroemdste vrouwelijke alchemist is Maria van Alexandrië. Zij zou diverse scheikundige instrumenten hebben uitgevonden, zoals de bain marie, zij zou de destillatie-apparatuur uit die tijd verbeterd of zelfs uitgevonden hebben, de kerotakis en de tribikos.
Hypatia (ca. 350–415 na Chr.), dochter van Theon van Alexandrië, was een filosofe, wiskundige en astronome. Zij is de vroegst bekende vrouwelijke wiskundige over wie gedetailleerde informatie bewaard is gebleven. Hypatia schreef verschillende belangrijke commentaren over meetkunde, algebra, en astronomie, stond aan het hoofd van een filosofische school, en onderwees vele studenten. In 415 na Chr. raakte ze verwikkeld in een politieke controverse tussen Cyrillus, patriarch van Alexandrië, en Orestes, de Romeinse gouverneur. Dit resulteerde er uiteindelijk in dat een menigte aanhangers van Cyrillus haar ontkleedde, in stukken scheurde, en de delen van haar lichaam verbrandde.

### Middeleeuwen in Europa

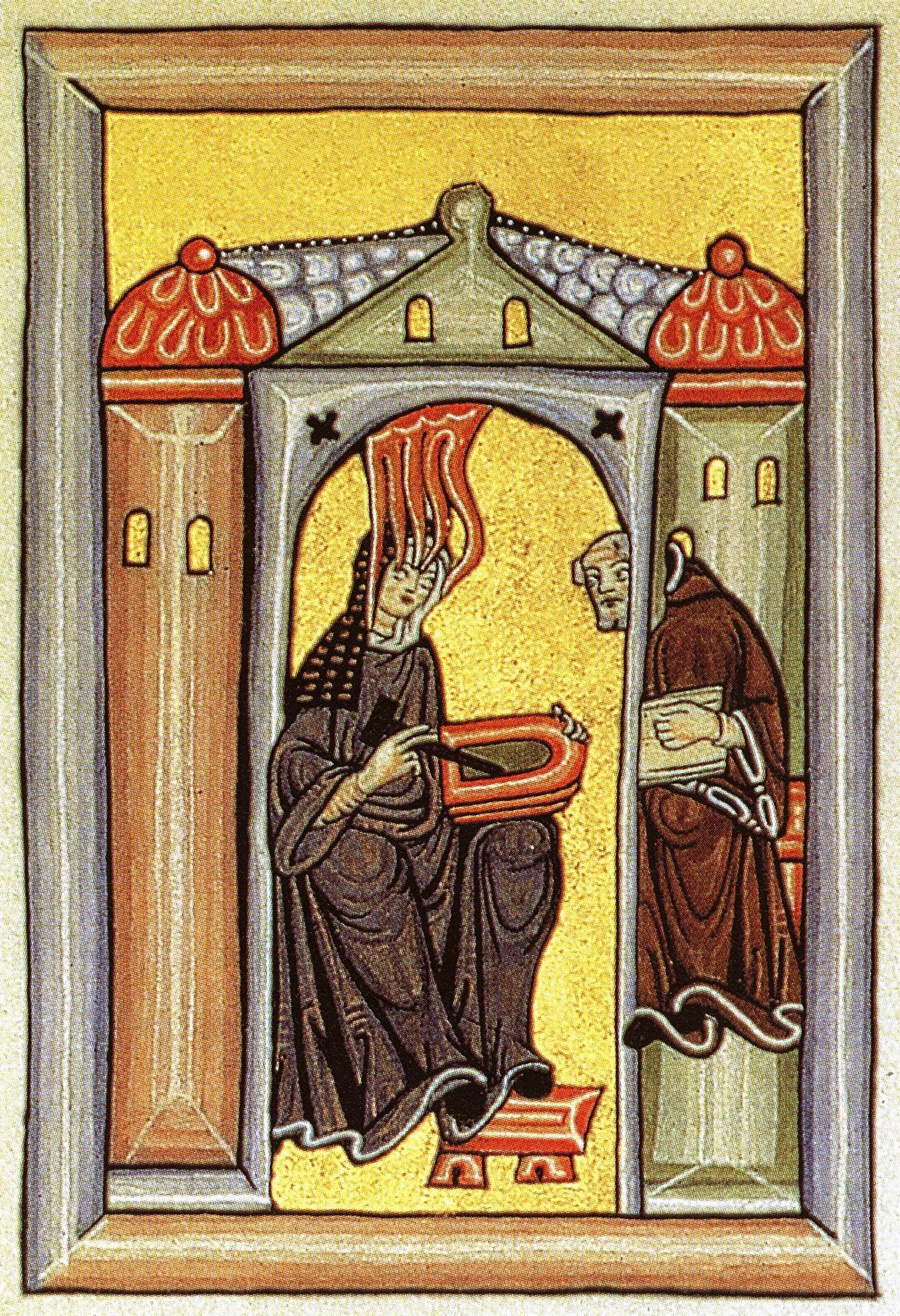
Hildegard van Bingen

In de middeleeuwen boden vrouwenkloosters vrouwen opleidingsmogelijkheden, maar soms ook de gelegenheid om wetenschappelijk onderzoek te verrichten. Een voorbeeld is de Duitse abdis Hildegard van Bingen (1098–1179 na Chr.). Zij was een beroemd filosoof en botanicus, bekend door vele geschriften, waaronder verhandelingen over verschillende wetenschappelijke onderwerpen. Zij schreef over geneeskunde, botanie en natuurlijke historie (ca. 1151–58). Een andere beroemde Duitse abdis was Hroswitha van Gandersheim (935–1000 na Chr.) die andere vrouwen aanmoedigde om intellectueel te zijn. Toen echter het aantal nonnenkloosters en hun macht steeds groter werd, stond de geheel mannelijke clerus daar niet positief tegenover, met als gevolg conflicten die nadelig waren voor de verdere ontwikkeling van vrouwen. Vele religieuze ordes werden gesloten voor vrouwen en de daarbij behorende nonnenkloosters werden gesloten. Vrouwen werd zelfs de kans ontnomen om te leren lezen en schrijven. Hierdoor werd de wetenschappelijke wereld geheel afgesloten voor vrouwen, waardoor dus ook hun invloed zeer beperkt werd.
In de latere middeleeuwen, vanaf de 11e eeuw, verschenen de eerste universiteiten. Vrouwen werden grotendeels uitgesloten van universitaire studie. Er waren echter enkele uitzonderingen. De Italiaanse Universiteit van Bologna stond bijvoorbeeld vanaf de oprichting in 1088 vrouwen al toe om lezingen bij te wonen. De houding tegenover vrouwen was in Italië liberaler dan op andere plaatsen, met name op het gebied van medisch onderwijs. Men vermoedt dat de vrouwelijke arts Trota van Salerno in de 11e eeuw een leerstoel bezette in de Medische School van Salerno. Zij gaf daar onderwijs aan de vele adellijke Italiaanse vrouwen, een groep die wel aangeduid wordt met de "dames van Salerno". Aan Trota schrijft men diverse invloedrijke geschriften toe over onder andere verloskunde en gynaecologie.

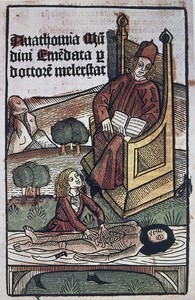
Alessandra Giliani bezig met de anatomie van een lijk

Dorotea Bucca was een andere vooraanstaande Italiaanse arts. Bucca kreeg in 1390 een leerstoel filosofie en geneeskunde aan de Universiteit van Bologna, die zij meer dan 40 jaar zou bezetten. Ten slotte is van een fors aantal andere Italiaanse vrouwen bekend dat zij bijdragen leverden aan de geneeskunde, zoals Abella, Jacobina Félicie, Alessandra Giliani, Rebecca de Guarna, Margarita, Mercuriade (14e eeuw), Constance Calenda, Calrice di Durisio (15e eeuw), Constanza, Maria Incarnata en Thomasia de Mattio.
Ondanks het succes van sommige vrouwen bestonden er in de middeleeuwen vooral veel culturele vooroordelen tegen de opleiding van vrouwen en hun deelname aan de wetenschap. Zo schreef de zeer invloedrijke christelijke theoloog en filosoof Thomas van Aquino (1225 – 1274) over vrouwen dat zij "mentaal niet in staat waren een positie van gezag in te nemen en te houden". Vrouwen zouden volgens hem ook niet in staat zijn om te redeneren; het was daarom nutteloos om vrouwen onderwijs te geven.

### Wetenschappelijke Revolutie (16e en 17e eeuw)
In de 17e eeuw was het de uit een aristocratisch milieu afkomstige Margaret Cavendish (1623–1673) die belangrijke wetenschappelijke bijdragen leverde. Ze nam onder meer deel aan enkele van de grote wetenschappelijke debatten in die periode. Hoewel ze niet lid mocht worden van de Engelse Royal Society, mocht ze één keer aan een bijeenkomst deelnemen. Zij schreef een aantal wetenschappelijke werken waaronder Observations upon Experimental Philosophy en Grounds of Natural Philosophy. Zij was daarin met name kritisch tegenover het in deze periode groeiende geloof dat mensen, door hun wetenschappelijk aanpak, de meesters van de natuur waren.
In Nederland werd Anna Maria van Schurman geroemd om haar eruditie. Zij was in 1636 de eerste vrouw in Nederland die college mocht volgen. Zij deed dat aan de Utrechtse Hogeschool, maar alleen vanachter een gordijn. Zij schreef een Latijns gedicht met een lofdicht op de Utrechtse Hogeschool waarin zij de uitsluiting van vrouwen aan universiteiten hekelde. Zij deed daarmee een bijdrage aan het eeuwenlange debat over het vrouwenvraagstuk, de querelle des femmes.
In Duitsland namen vrouwen deel aan verschillende ambachten. Daardoor raakten enkelen van hen betrokken bij onder andere de astronomie. Tussen 1650 en 1710 was 14% van de Duitse astronomen vrouwelijk. De beroemdste van hen was Maria Winkelmann. Zij werd opgeleid door haar vader en oom en werd ook door een autodidact op het gebied van de astronomie die in haar omgeving woonde. Toen Winkelmann in het huwelijk trad met Gottfried Kirch, de belangrijkste astronoom van het toenmalige Pruissen, kreeg zij nog meer kansen. Zij werd de assistent van haar echtgenoot bij het astronomisch observatorium in Berlijn, dat werd beheerd door de Duitse Academie van wetenschappen. Zij ontdekte ook in die tijd zelf een komeet. Toen haar echtgenoot overleed, solliciteerde Winkelmann bij de Berlijnse academie voor de functie van assistent astronoom, waarmee zij immers ervaring had. Als vrouw – die bovendien geen universitaire graad bezat – werd zij afgewezen. Leden van de Berlijnse academie waren echter ook bang dat zij een slecht voorbeeld zouden geven door een vrouw in te huren. "Monden zouden openvallen", meenden zij.
De problemen die Winkelmann had met de Berlijnse academie is een voorbeeld van de hindernissen die vrouwen tegenkwamen om geaccepteerd te worden in de wetenschap. Wetenschap werd in die tijd gezien als bestemd voor mannen. Geen enkele vrouw werd uitgenodigd om lid te worden van de Royal Society in Londen noch voor de Franse Académie des sciences. Dat gebeurde pas in de twintigste eeuw. De meeste 17e-eeuwers zagen vooral het huishouden als taak voor vrouwen, en niet het volgen van een opleiding.

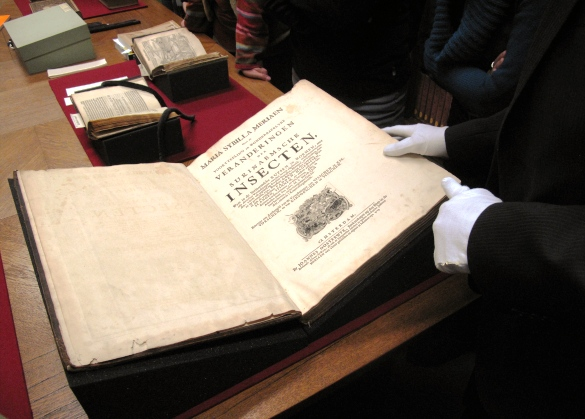
Boek van Merian, Verandering van Surinaamse insecten uit 1719

De Duitse Maria Sibylla Merian (1647–1717) was haar hele leven bezig met het onderzoeken van de natuur. Zij leverde belangrijke bijdragen aan de botanie en zoölogie, met name de entomologie. Al op 13-jarige leeftijd begon zij rupsen te verzorgen, en nam zij waar hoe rupsen in vlinders veranderden. Zij hield een "studie-boek" bij waarin zij haar onderzoek documenteerde. In haar eerst publicatie, Neues Blumenbuch maakte zij ook gebruik van tekeningen om het leven van planten en insecten te catalogiseren. Zij verliet haar man die het hield met andere vrouwen. Zij reisde met haar dochter naar Paramaribo om daar twee jaar lang insecten, vogels, reptielen en amfibieën te observeren. Ze keerde terug naar Amsterdam en publiceerde daar het boek over de metamorfose van insecten in Suriname, waarvan ook een Nederlandse versie verscheen.
Ondanks het voornoemde bracht de wetenschappelijke revolutie weinig veranderingen teweeg in de vooroordelen over de vrouwelijke aard. Volgens historicus Jackson Spielvogel, "gebruikten mannelijke wetenschappen de nieuwe wetenschap om de visie te verspreiden dat vrouwen van nature inferieur en ondergeschikt zouden zijn aan mannen, en dat zij slechts geschikt waren om een huiselijke rol te spelen als zogende moeder". Doordat in deze periode boeken veel breder verspreid werden dan in de periode daarvoor, verspreidden deze ideeën zich op brede schaal.

### Achttiende eeuw

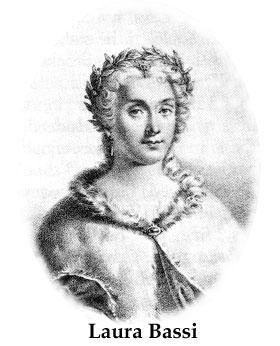
Laura Bassi

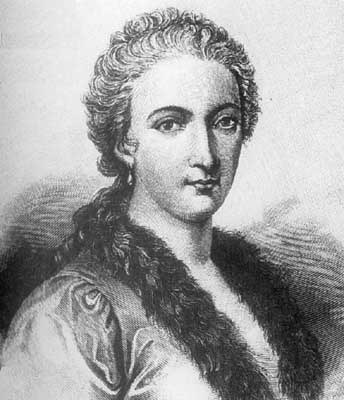
Maria Gaetana Agnesi

Er bestonden in de achttiende eeuw twee visies op vrouwen:
- Vrouwen waren mentaal en sociaal inferieur aan mannen
- Vrouwen waren gelijkwaardig aan mannen, maar wel verschillend

Vele schrijvers en denkers, zoals de filosoof Jean-Jacques Rousseau geloofden dat de rol van de vrouw beperkt zou moeten zijn tot het moederschap en tot dienstverlening voor haar mannelijke partner.
Tijdens de periode van de Verlichting ervoeren vrouwen een verbreding van hun rol in de wetenschap. De opkomst van de zogeheten "salons" bracht filosofen bijeen in een huiselijke omgeving, waar zowel mannen als vrouwen politieke, sociale en wetenschappelijk onderwerpen bespraken. Hoewel Jean-Jacques Rousseau de salons, die door vrouwen gedomineerd werden, aanviel omdat daar ‘verwijfde mannen’ uit zouden voorkomen, waardoor een serieus gesprek tot halt zou komen, werden de salons juist in dit tijdperk bezocht bij een gemengd publiek van mannen en vrouwen. Via deze salons en hun werk in wiskunde, natuurkunde, botanie en filosofie, kregen vrouwen een belangrijke rol tijdens de Verlichting. Vrouwen werden in deze periode niet geheel uitgesloten van een officiële erkenning door de wetenschappelijke wereld.
Laura Bassi (1711–1778) was de eerste vrouw die een hoogleraarspositie in Europa verkreeg. Zij introduceerde de ideeën van Newton over natuurkunde in Zuid-Europa en was tevens lid van de Italiaanse Academie van Wetenschappen.
In 1741 kreeg Dorothea Erxleben (1715–1762) toestemming van de toenmalige koning van Pruisen, Frederik II, om geneeskunde te gaan studeren aan de Universiteit van Halle. Zij promoveerde als eerste Duitse vrouw in 1754. In 1742 publiceerde zij een traktaat waarbij zij betoogde dat het vrouwen moest worden toegestaan om aan een universiteit te studeren.
Eveneens in 1741 was Charlotta Frölic, de eerste vrouwelijke geschiedkundige in Zweden, de eerste vrouw wier werk gepubliceerd woerd door de Zweedse Koninklijke Academie van Wetenschappen. In 1748 was Eva Ekeblad de eerste vrouw die tot deze academie werd toegelaten.
De Italiaanse wiskundige Maria Gaetana Agnesi was de eerste vrouw die een wiskundehandboek schreef. Zij werd ook de eerste hoogleraar wiskunde ter wereld, hoewel zij zelf nooit college heeft gegeven. In 1748 schreef zij een veelgebruikte tekst over eindige en infinitesimale analyse.

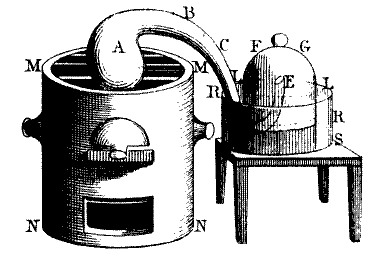
Tekening door mw. Lavoisier van het apparaat waarmee haar man zuurstof maakte.

Veel wetenschappelijke experimenten werden in een huiselijke omgeving uitgevoerd. Vrouwen konden daarbij hun echtgenoten of andere gezinsleden assisteren. Onder deze wetenschappelijke vrouwen was Marie-Anne Pierrette Paulze. Zij trouwde op 13-jarige leeftijd met Antoine Lavoisier en werd zijn assistente in zijn laboratorium, toen hij zuurstof ontdekte. Omdat zij Engels sprak kon zij de correspondentie van haar man met Engelse chemici vertalen, evenals het 'Essay over Phlogiston' van Richard Kirwan. De flogistontheorie versus de ontdekking van zuurstof was een controverse die speelde onder Engelse chemici zoals Joseph Priestley. Mevrouw Lavoisier volgde ook tekenlessen bij Jacques-Louis David en tekende de afbeeldingen voor het boek van haar echtgenoot, "Traite Elementaire de Chimie" uit 1789. Zij onderhield ook een kleine levendige salon en correspondeerde met Franse wetenschappers. Velen van hen waren onder de indruk van haar intellect.

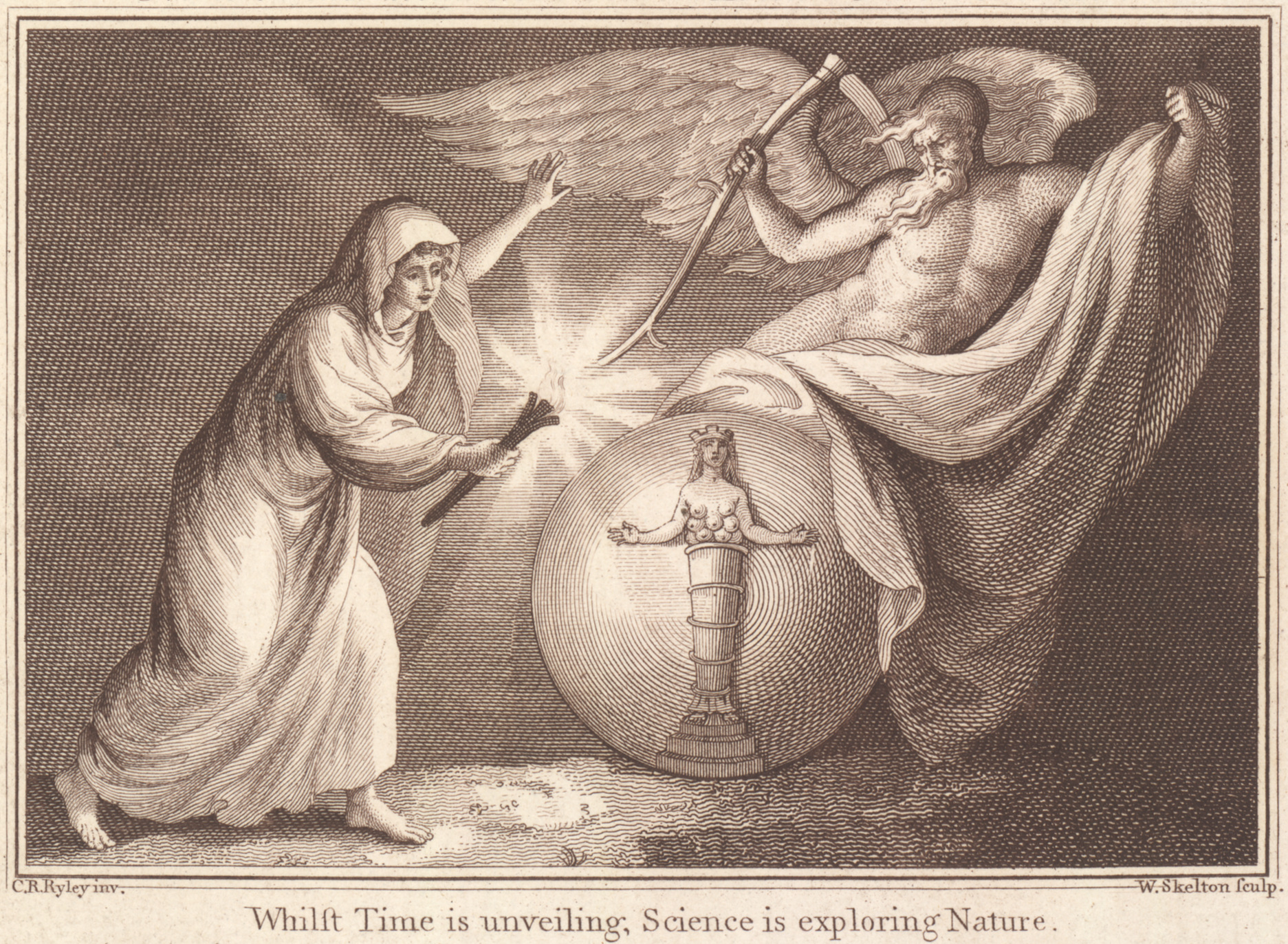
De Wetenschap is hier afgebeeld als vrouw, die de natuur met haar toorts verlicht. Museumkaartje uit de late achttiende eeuw.

Hoewel zoals uit het bovenstaande blijkt verschillende vrouwen grote prestaties leverden op wetenschappelijk terrein, werden zij ontmoedigd om zich te verdiepen in de voortplanting van planten. Het systeem van Carl Linnaeus om planten te classificeren was gebaseerd op de seksuele eigenschappen. Men vreesde dat vrouwen immorele kennis zouden opdoen als zij zich verdiepten in deze voorbeelden uit de natuur. Vrouwen werden vaak gezien als aangeboren emotioneel en niet in staat om objectief te redeneren. Ook werden zij gezien als moeders van een natuurlijke, moreel hoogstaande, samenleving.
Ondanks deze vooroordelen werd de schrijfster Mary Wortley Montagu, die vooral bekend is geworden vanwege haar vele brieven, pionier voor de inentingen tegen pokken in Engeland. Zij nam deze inentingen waar toen zij het Ottomaanse Rijk bezocht. Zij beschreef deze praktijk gedetailleerd in haar brieven.
De Engelse Caroline Herschel was astronoom. Zij werd geboren in Hannover, maar verhuisde naar Engeland waar zij assistent werd van haar broer, William Herschel. Zij bekwaamde zich in de wiskunde en kreeg een klein salaris van Koning George III. Caroline Herschel ontdekte acht kometen tussen 1786 en 1797. Zij was de eerste vrouw die een paper presenteerde bij de Engelse Royal Society in 1798.

### Eerste helft negentiende eeuw

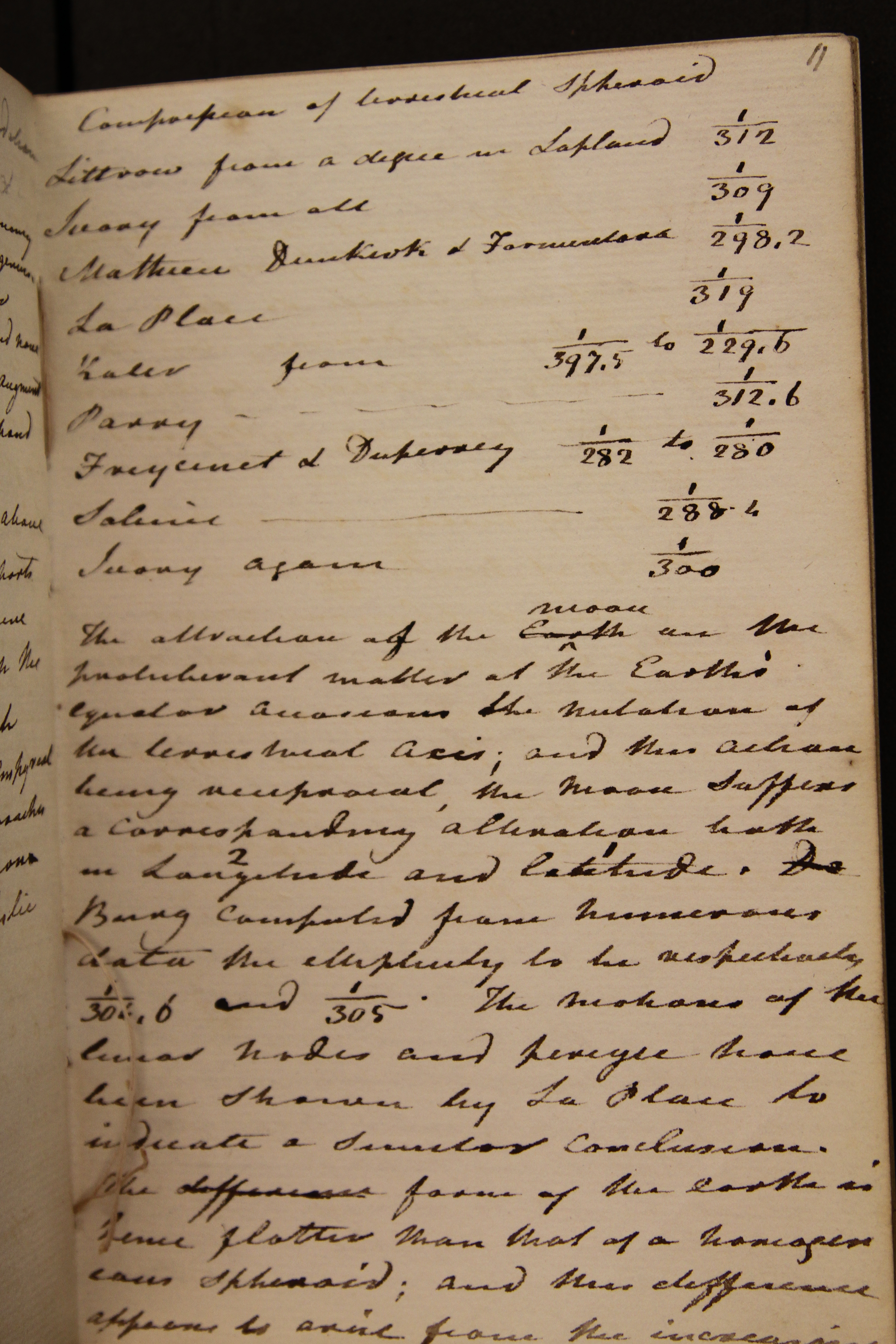
Notitieboek van Mary Somerville. Bovenaan de pagina noteerde zij schattingen van de ellipsiteit van de aarde. (Somerville College Library, Oxford)

In het begin van de negentiende eeuw kregen vrouwen in beperkte maar toenemende mate toegang tot wetenschappelijke opleidingen en organisaties.
De Schotse wetenschapper Mary Fairfax Somerville experimenteerde met magnetisme. Zij presenteerde in 1826 een paper aan de Engelse Royal Society met de titel The Magnetic Properties of the Violet Rays of the Solar Spectrum. Zij was na Caroline Herschel de tweede vrouw die deze gelegenheid kreeg. Zij schreef over wiskunde, astronomie, natuurkunde en geografie en was een groot voorstander van de opleiding van vrouwen. In 1835 werd zij, evenals Caroline Herschel, erelid van de Royal Astronomical Society.
De Engelse wiskundige Ada Lovelace, leerling van Somerville, correspondeerde met Charles Babbage over toepassingen van zijn "Analytische machine", een mechanische rekenmachine. In haar aantekeningen, die zij toevoegde aan haar vertaling van het artikel van Luigi Menabrea over deze machine, voorzag zij brede toepassingen van de machine. Men zegt dat zij de eerste persoon was die een computerprogramma schreef, maar dit wordt ook betwist.
In Duitsland bestonden instituten voor "hogere" opleiding voor vrouwen (Höhere Töchterschule, in sommige gebieden Lyzeum genoemd). Deze scholen werden aan het begin van de negentiende eeuw opgericht. In Kaiserswerth werd in 1836 het Rheinisch-Westfälischen Diakonissenverein opgericht om vrouwen op te leiden tot verpleegsters. Elizabeth Fry bezocht dit instituut in 1840. Dit inspireerde haar om in Londen een soortgelijke opleiding op te richten, het London Institute of Nursing, Florence Nightingale studeerde daar in 1851.

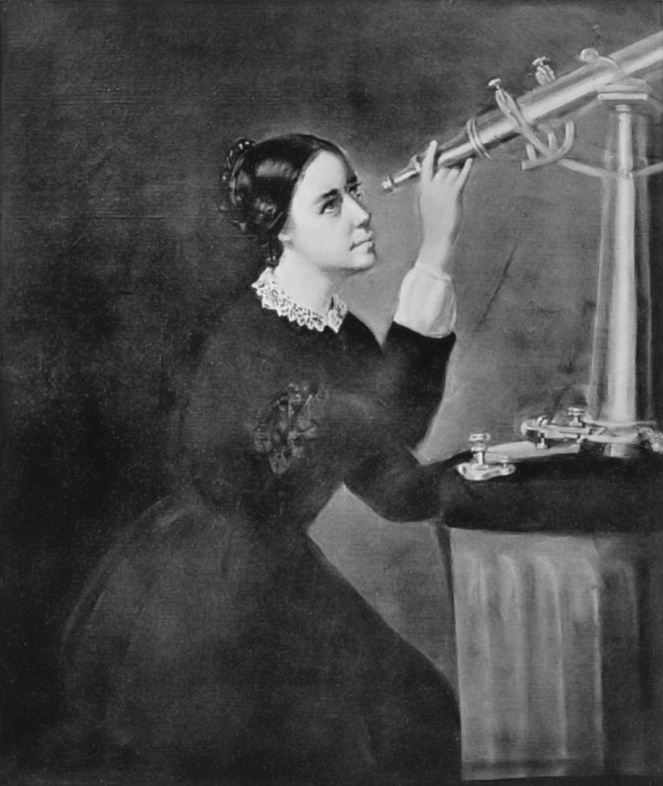
Maria Mitchell kijkt door haar microscoop

In de VS maakte Maria Mitchell naam door in 1847 een komeet te ontdekken, maar zij droeg ook met haar berekeningen bij aan de Nautical Almanac die werd uitgegeven door de United States Naval Observatory. Zij werd als eerste vrouw lid van de American Academy of Arts and Sciences in 1848 en in 1850 van de American Association for the advancement of Science.
Andere vrouwelijke wetenschappers tijdens deze periode waren:
- Mary Anning (paleontoloog), Anna Atkins (botanicus), Janet Taylor (astronoom); allen uit Groot-Brittannië
- Marie-Sophie Germain (wiskundige) en Jeanne Villepreux-Power (zeebioloog); beiden uit Frankrijk.

### Tweede helft negentiende eeuw in Europa
In de tweede helft van de negentiende eeuw namen de mogelijkheden voor een opleiding van vrouwen toe. Scholen begonnen opleidingen voor meisjes in te richten, die gelijksoortig waren als die voor jongens. Zo werden in het Groot-Brittannië diverse meisjesscholen opgericht, zoals de North London Collegiate School (1850), Cheltenham Ladies' College (1853) en verschillende scholen van de Girls' Public Day School Trust (vanaf 1872). Het eerste college aan een universiteit in het Verenigd Koninkrijk was Girton College aan de Universiteit van Cambridge, dat werd opgericht in 1869. Andere volgden, zoals Newnham, ook in Cambridge (1871) en Somerville aan de Universiteit van Oxford (1879).
Tijdens de Krimoorlog (1854–6) werd het nodig om van de verpleegkunde een beroep te maken met Florence Nightingale als meest bekende naam. Zij richtte in 1860 via een openbare inschrijving een verpleegstersopleiding in Londen op. Daarop volgden andere scholen in het Verenigd Koninkrijk. Nightingale was niet alleen verpleegster, maar ook pionier in volksgezondheid en statisticus.
James Barry was eerder in die eeuw de eerste Britse vrouw die tot arts was opgeleid. Zij kreeg in 1812 deze kwalificatie enkel door zich voor te doen als man. Elizabeth Garret Anderson was de eerste vrouw die in 1865 openlijk tot arts werd opgeleid. Zij richtte in 1874 samen met Sophia Jex-Blake, de Amerikaanse Elizabeth Blackwell en enkele anderen de eerste medische opleiding op specifiek gericht op vrouwen. Dit werd de London School of Medicine for Women.
In Nederland werd in 1874 Aletta Jacobs als eerste vrouw toegelaten tot een universitaire opleiding. De tweede was in 1880 Catherine van Tussenbroek.

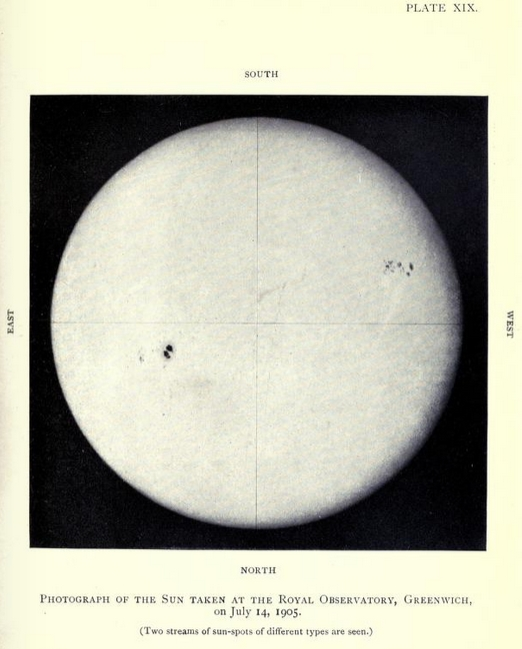
Een foto van de zon, genomen door Annie Maunder

Terwijl de eerste vrouwen zich via formele opleidingen begonnen te bekwamen in de geneeskunde, ontwikkelden anderen zich op het gebied van wat we nu de exacte wetenschappen noemen. Annie Scott Dill Maunder was pionier in de astronomische fotografie, waarbij zij zich vooral op zonnevlekken richtte. Zij studeerde af in de wiskunde aan het Girton College in Cambridge. Zij werd in 1890 als assistent in dienst genomen door Edward Walter Maunder, hoofd van de afdeling "zon" van het Observatorium van Greenwich en ontdekker van het Maunderminimum. Edward en Annie werkten samen aan het waarnemen van zonnevlekken en verbeterden intussen de techniek om de zon de fotograferen. Zij trouwden in 1895. Annie kon met haar wiskundige vaardigheden de jaarlijkse gegevens van zonnevlekken analyseren die haar man had verzameld. Zij ontwierp ook een kleine, draagbare groothoekcamera met een lens van 1,5 inch (38 mm). In 1898 reisde het echtpaar naar India, waar zij de eerste foto's maakte van de corona die rond de zon zichtbaar wordt tijdens een zonsverduistering.
In 1894 kwam er in Pruisen een einde aan de uitsluiting van vrouwen om naar de universiteit te gaan. Vrouwen konden daar ook de doctorstitel behalen door een academische promotie.
Andere belangrijke Europese vrouwelijke wetenschappers van deze periode waren onder andere:
- in Groot-Brittannië: Hertha Marks Ayrton (wiskundige, ingenieur), Margaret Huggins (astronoom), Beatrix Potter (mycoloog);
- in Frankrijk: Dorothea Klumpke-Roberts (astronoom, geboren in de VS);
- in Duitsland: Amalie Dietrich (bioloog), Agnes Pockels (natuurkundige);
- in Rusland: Sofia Kovalevskaya (wiskundige). Zij was de eerste vrouw die in Europa tot hoogleraar werd benoemd.[38]

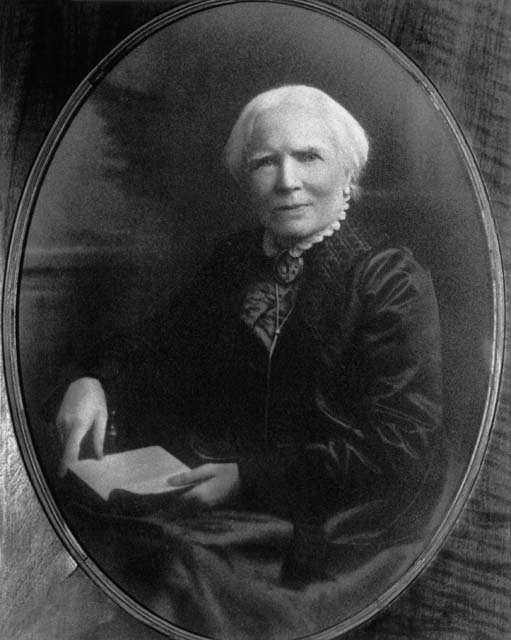
Elizabeth Blackwell met stethoscoop

### Tweede helft negentiende eeuw in de Verenigde Staten
In deze periode werden ook in de VS steeds meer colleges speciaal voor vrouwen opgericht. Die boden naast mogelijkheden voor opleiding ook banen voor vouwen. Veel vrouwen behaalden een PhD in de wetenschap. Er kwamen ook opleidingen voor gemengd onderwijs of universiteiten begonnen vrouwen toe te laten. Aan deze instituten waren in 1875 al 3000 mensen verbonden; in 1900 bijna 20,000.
Als voorbeeld wordt Elizabeth Blackwell genoemd, de eerste gediplomeerde arts in de VS was toen zij in 1849 klaar was met haar studie aan het Geneva Medical College. Zij stichtte in 1857 samen met haar zus Emily Blackwell en Marie Zakrzewska een ziekenhuis voor vrouwen en kinderen. Een jaar later stichtten zij het eerste medische college voor vrouwen, waar vrouwelijk artsen klinische ervaring konden opdoen. Ook publiceerde Blackwell diverse boeken over de medische opleiding van vrouwen. In de paragraaf hierboven is al aangegeven dat zij ook in Londen betrokken was bij de oprichting van een college.
Elizabeth Bragg was in 1876 de eerste vrouw in de VS die afstudeerde in de civiele techniek. Zij studeerde aan de University of California, Berkeley.

### Eerste helft twintigste eeuw

#### Europa voor de Tweede Wereldoorlog
Tijdens het begin van de twintigste eeuw kregen in Europese vrouwen langzamerhand meer kansen op wetenschappelijk gebied en sommigen van hen excelleerden in hun vak. Voorbeelden zijn:
- Marie Skłodowska-Curie won als eerste vrouw de Nobelprijs in 1903, voor natuurkunde. Zij won als eerste persoon ook een tweede Nobelprijs, namelijk in 1911 voor scheikunde. Slechts drie anderen hebben deze zelfde eer ontvangen.
- Johanna Westerdijk werd in 1917 buitengewoon hoogleraar in de plantenziektekunde in Utrecht, waarmee zij de eerste vrouwelijke hoogleraar van Nederland was.[19][41]
- De eerste Belgische hoogleraar was Irène Van der Bracht, benoemd in 1925.
- Alice Perry was waarschijnlijk de eerste Brits-Ierse vrouw met een graad in civiele techniek.[42]
- De Oostenrijks-Zweedse Lise Meitner speelde een belangrijke rol in de ontdekking van de kernsplijting, maar werd gepasseerd voor de Nobelprijs.[38]
- Maria Montessori is vooral bekend vanwege haar vernieuwing van het onderwijs voor kinderen.
- Emmy Noether deed als Duitse wiskundige revolutionaire ontdekkingen op het gebied van de algebra en de theoretische natuurkunde. Maar zij mocht in 1918 nog niet haar eigen paper presenteren op een wetenschappelijke conferentie in Göttingen; wiskundige Felix Klein deed dat in haar plaats.
- Mary Cartwright was een Britse wiskundige die zich bezighield met chaos in een dynamisch systeem.
- Inge Lehmann was een Deense seismoloog, die in 1936 opperde dat binnen de gesmolten kern van de aarde zich een vaste binnenkern bevindt. Haar theorie werd in 1970 bevestigd.[43]
- Dorothy Crowfoot Hodgkin, studeerde aan Somerville College, Oxford en promoveerde aan Newnham College, Cambridge. Ze ontrafelde de structuur van vitamine B12, insuline en penicilline en won de Nobelprijs voor Scheikunde in 1964.

#### Verenigde Staten voor de Tweede Wereldoorlog

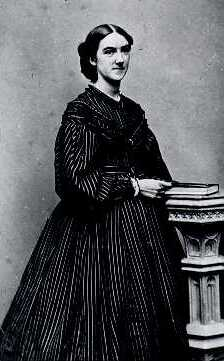
Ellen Swallow Richards

In de VS gingen steeds grotere aantallen vrouwen zich in de wetenschap bekwamen, met hulp van speciale vrouwencolleges en de gelegenheid die sommige van de nieuwe universiteiten boden.
In 1892 riep Ellen Swallow Richards op voor de "doop van een nieuwe wetenschap" – "oekology" (ecologie) tijdens een lezing in Boston. Deze wetenschap bestond uit de huidige ecologie, maar ook uit voeding en educatie op het gebied van milieu.
Vrouwen vonden ook de weg in botanie, embryologie en psychologie, hoewel zij bij dat laatste vakgebied werden aangemoedigd om zich vooral te specialiseren in ontwikkelingspsychologie voor kinderen.
Een aantal vrouwen deden belangrijke ontdekkingen in de astronomie, zoals Annie Jump Cannon, Henrietta Swan Leavitt en Cecilia Payne-Gaposchkin.
Maud Menten droeg als arts bij aan de Michaelis-Mentenvergelijking en diverse andere biochemische verschijnselen.

#### Verenigde Staten tijdens de Tweede Wereldoorlog
Het begin van de Tweede Wereldoorlog bracht voor vrouwen nieuwe mogelijkheden. Het Amerikaanse Office of Scientific Research and Development onder leiding van Vannevar Bush, hield vanaf 1941 een register van mannen en vrouwen bij die een wetenschappelijke opleiding hadden gehad. Omdat er een tekort aan personeel was, konden vrouwen werk gaan doen waarvoor zij anders geen kans hadden gekregen. Veel vrouwen, waaronder Leona Woods en Chien-Shiung Wu, werkten aan het Manhattanproject of aan ander militair onderzoek.
Vrouwen uit andere vakgebieden keken waar zij hun vaardigheden en kennis konden toepassen in het kader van de oorlogsinspanning van de VS. Zo ontwikkelden drie voedingsdeskundigen, Lydia J. Roberts, Hazel K. Stiebeling en Helen S. Mitchell in 1941 de "Aanbevolen dagelijkse hoeveelheid" vitaminen en andere voedingsstoffen om de militairen en burgergroepen te helpen met het plannen van voedselinname. Dit werd vooral van belang vanaf het moment dat er rantsoenering werd ingevoerd. Rachel Carson schreef brochures vanuit het Bureau of Fisheries waarmee Amerikanen werden aangemoedigd om meer soorten vis en zeevruchten te eten.
Ook vrouwelijke psychologen en sociale wetenschappers ging werk doen in relatie tot oorlogsvoering.
Gerti Cori was biochemicus en ontdekte hoe glycogeen in de spieren werd omgezet naar melkzuur. Voor deze ontdekking kreeg zij met haar collega's in 1947 de Nobelprijs.

### Tweede helft twintigste eeuw
Meer en meer vrouwen werden wetenschapper, en de lijst met verdienstelijke vrouwen wordt in de loop der jaren steeds langer. Echter, vrouwen bleven in bepaalde disciplines achter en met name aan de wetenschappelijke top was het aantal bijdragende vrouwen gering. Begin jaren 80 presenteerde Margaret Rossiter concepten om te begrijpen waarom zo weinig vrouwen in de wetenschap meededen. Zij bedacht de termen "hierarchical segregation" en "territorial segregation." De eerstgenoemde term beschrijft het verschijnsel dat, des te hoger men naar de top gaat, des te minder vrouwen er aanwezig zijn. Het tweede geeft het fenomeen aan dat vrouwen zich verzamelen in bepaalde wetenschappelijke disciplines.:33–34
Het blijkt dat vrouwen het slechter doen dan mannen in de vakgebieden die traditioneel door vrouwen worden gedomineerd, zoals verpleegkunde. Dit komt o.a. tot uiting in de zwaarte van de positie en de hoogte van het salaris; en dat terwijl het percentage vrouwen dat een academische promotie verkreeg in de verpleegkunde 91% bedroeg, tegenover 9% mannen (Cijfers uit 1991). Ook op het gebied van de psychologie, waar vrouwen de meeste academische promoties kregen, blijken vrouwen niet de meeste hoge posities te bezetten.
Volgens een Amerikaans onderzoek uit 1991 verdienen vrouwen slechts 83,6−87,5% van het salaris van mannen. Daarnaast is gebleken dat het salaris van een mannelijke ingenieur stijgt naarmate hij meer ervaring krijgt, terwijl het salaris van vrouwelijke ingenieurs een plateau bereikt.
Volgens gegevens uit 1993 is het mediaan-gemiddelde salaris van vrouwelijke wetenschappers met een doctorstitel 20% lager dan dat van mannen.:35 Dit verschil kan deels verklaard worden doordat vrouwen minder hoge posities bekleden, en omdat vrouwen juist in de meerderheid zijn in de slechter betaalde functies. Echter, als voor deze effecten gecorrigeerd worden, verdienen vrouwen nog steeds 15−17% minder dan mannen. Boven op deze gendergap bestaan er salarisverschillen tussen vrouwelijke etnische groepen. Afro-Amerikaanse vrouwen met meer ervaring verdienen 3,4% minder dan Europees-Amerikaanse vrouwen met soortgelijke vaardigheden, terwijl Aziatische vrouwelijke ingenieurs juist meer blijken te verdienen dan Afrikaanse of Europese vrouwen.

## Nobelprijzen, Abelprijs
De Nobelprijs, inclusief de prijs voor Economie, is tot 2015 aan 48 vrouwen toegekend. In 2018 kreeg een derde vrouw in de geschiedenis de Nobelprijs voor Natuurkunde, Donna Strickland, gevolgd door Andrea Ghez in 2020. In 2018 jaar kreeg Frances Arnold de Nobelprijs voor scheikunde, als vijfde vrouw.
In 2019 ontving Karen Uhlenbeck als eerste vrouw de Abelprijs.